# Obyčtov
Obyčtov (německy Obitschdorf, Obicztau nebo Obitschau) je jihomoravská obec v okrese Žďár nad Sázavou v kraji Vysočina. Leží devět kilometrů jihovýchodně od Žďáru nad Sázavou. Žije zde 442 obyvatel.

## Název
Původní jméno vesnice zřejmě znělo Ubyčěšč (v nejstarším dokladu zapsáno Vbetsch) a bylo odvozeno od osobního jména Ubyčest. Význam místního jména tedy byl „Ubyč(e)stův majetek“. Od přídavného jména ubyčstovský (vzniklého po hláskové změně šč > šť) byla vytvořena nová podoba Ubyčtov doložená od počátku 15. století. Počáteční O- vzniklo připodobněním k -o- v poslední slabice. Německé jméno vzniklo z českého.

## Historie
Ves vznikla pravděpodobně pozdní kolonizací cisterciáckého kláštera ze Žďáru nad Sázavou na půdorysu nálevky s návsí obklopenou zemědělskými statky s výminkářskými chalupami, oddělenými bránami do dvora.  
První písemná zmínka o obci pochází z roku 1341, dokládá existenci obyčtovské farnosti Panny Marie s kostelem, ze kterého se dochovala v základech gotická hranolová věž, a s farářem Konrádem. Roku 1541 k faře získali patronátní právo cisterciáci z kláštera ve Žďáru nad Sázavou, kteří za opata Václava Vejmluvy dali podle projektu Jana Blažeje Santiniho postavit a roku 1735 vysvětit chrám Navštívení Panny Marie. Požár z roku 1907 si vyžádal obnovu krovů a střechy. 
Součástí žďárského panství ves zůstala i po zrušení kláštera z roku 1782 až do zrušení patrimoniální správy. V letech 1896, 1898 a 1907 ves výrazně poničily požáry.  V roce 2024 zastupitelstvo Obyčtova odmítlo nabídku na výstavbu větrných elektráren. 

## Obyvatelstvo
| Rok            | 1869 | 1880 | 1890 | 1900 | 1910 | 1921 | 1930 | 1950 | 1961 | 1970 | 1980 | 1991 | 2001 | 2006 | 2013 |
| Počet obyvatel | 422  | 413  | 421  | 407  | 405  | 378  | 391  | 351  | 369  | 364  | 381  | 385  | 389  | 398  | 386  |

## Školství
- Mateřská škola Obyčtov

## Doprava
Okrajem katastrálního území prochází od roku 1953 železniční trať Havlíčkův Brod - Brno, železniční stanice vznikla v sousedním Ostrově nad Oslavou.

## Pamětihodnosti
- Kostel Navštívení Panny Marie na půdorysu ve tvaru želvy, vybudovaný pod patronátem cisterciáků v letech 1730–1734 podle návrhu Jana Blažeje Santiniho-Aichla
- Statky čp. 8 a čp. 9 s průčelím ze druhé poloviny 19. století a výminkářskou chalupou
- skupina lip velkolistých rostoucích v těsné blízkosti kostela. Tyto památné stromy jsou jedinou takto zachovalou skupinou lip v širším okolí Žďáru nad Sázavou.
- Od roku 2010 se v parku na břehu Oslavy nachází socha obří želvy od Michala Olšiaka[8][9]
- Rychta ze 17. století
- Pozdně barokní budova fary, čp. 47

## Galerie

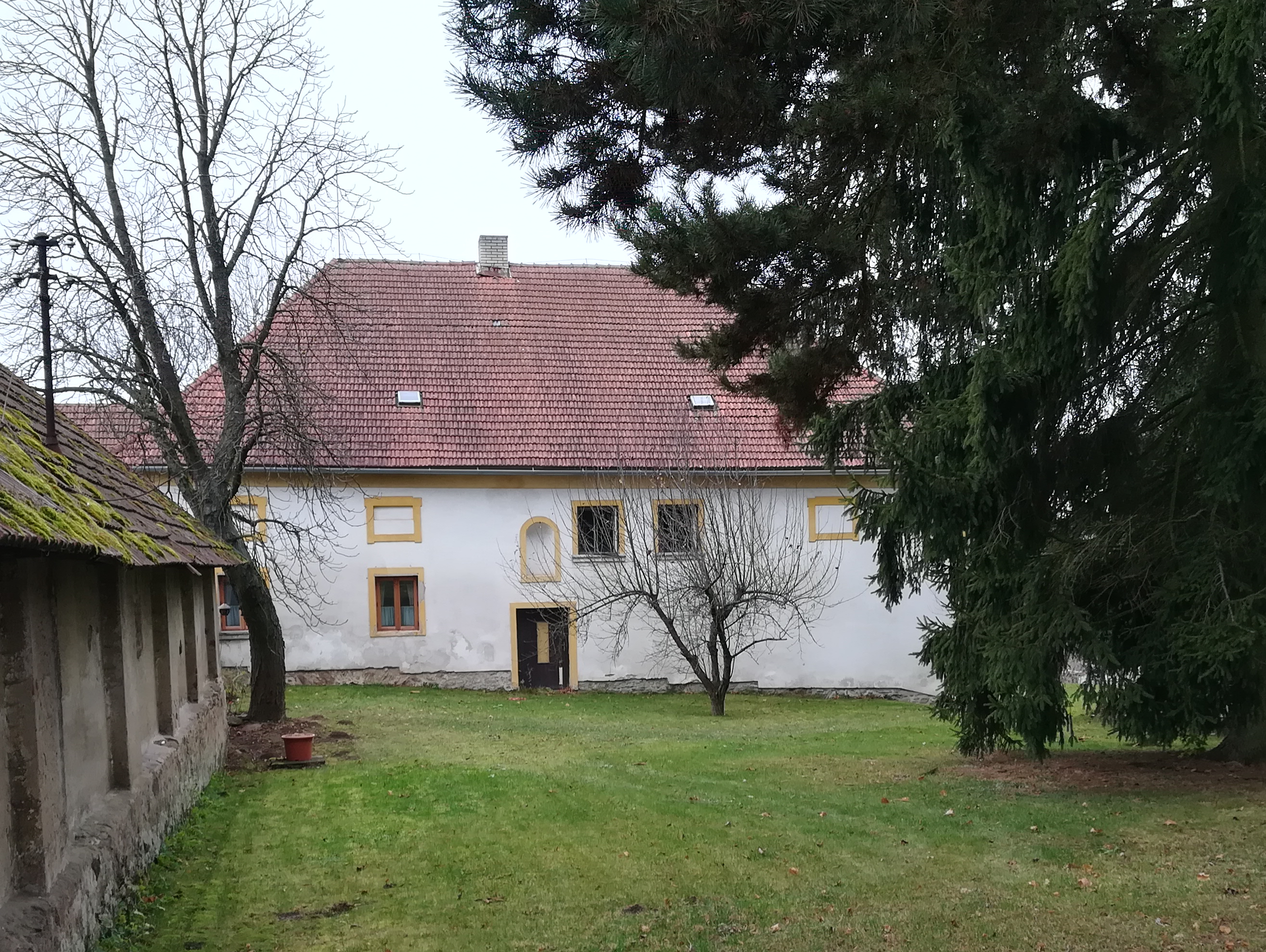
Bývalá rychta
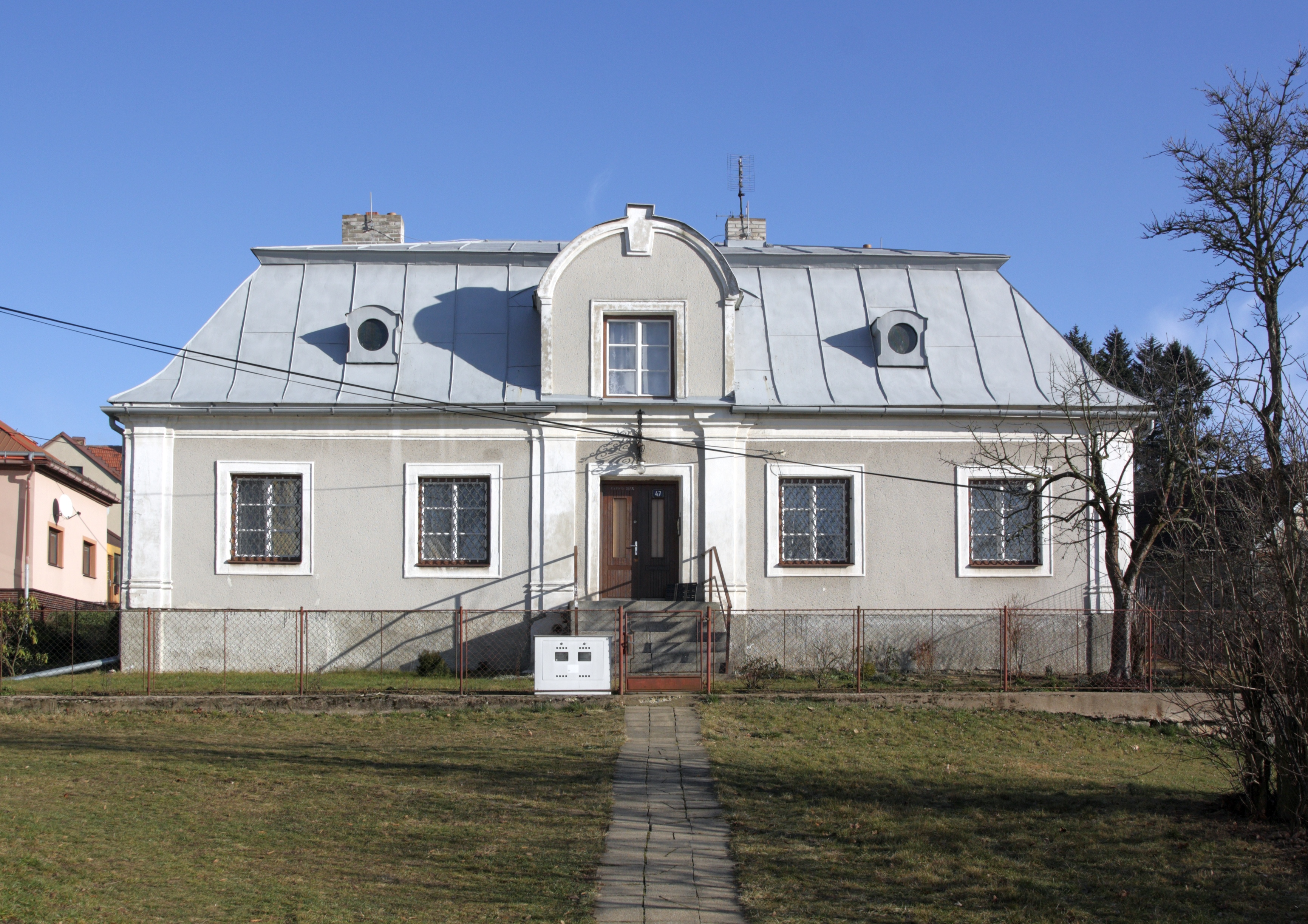
Fara čp. 47
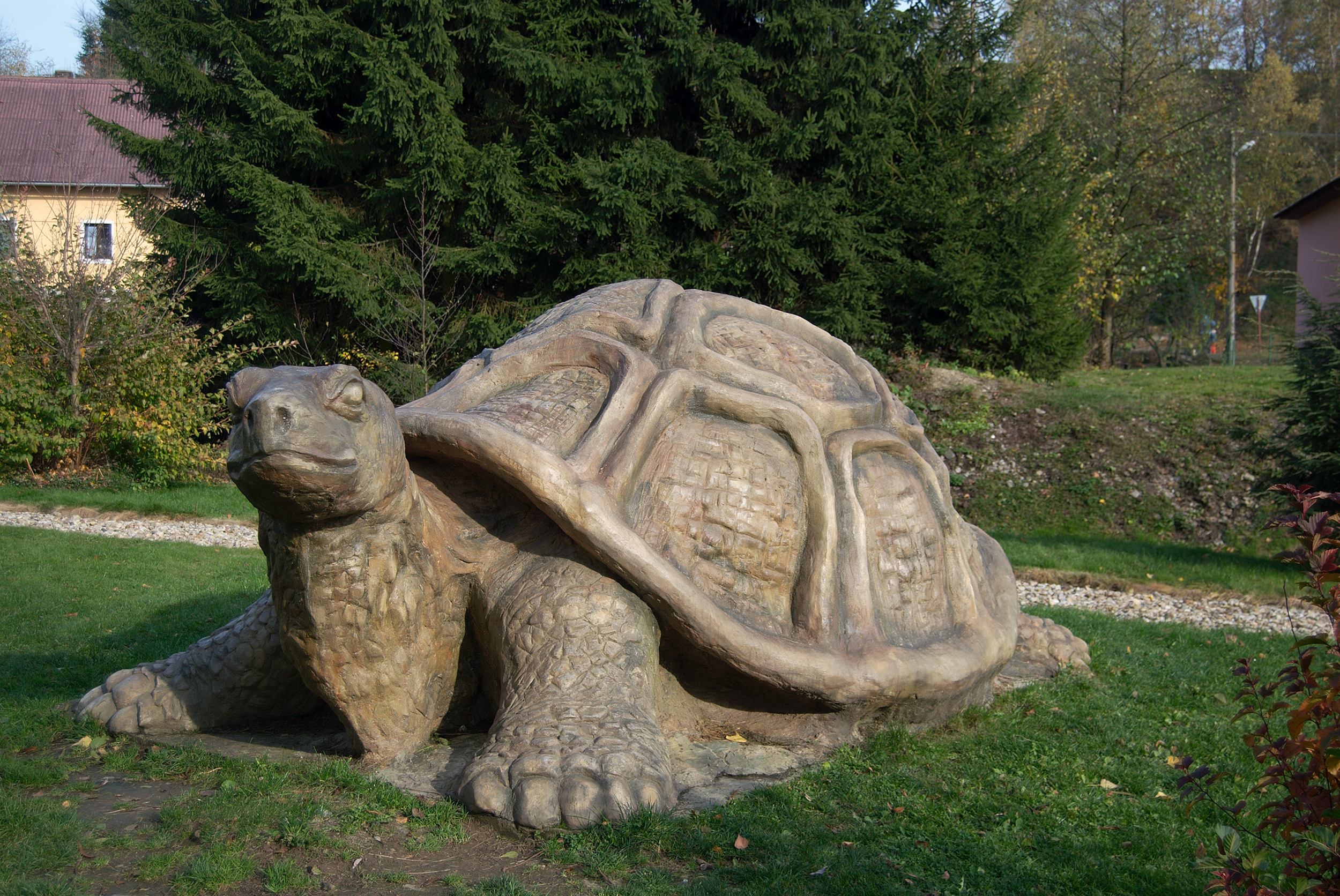
Socha želvy
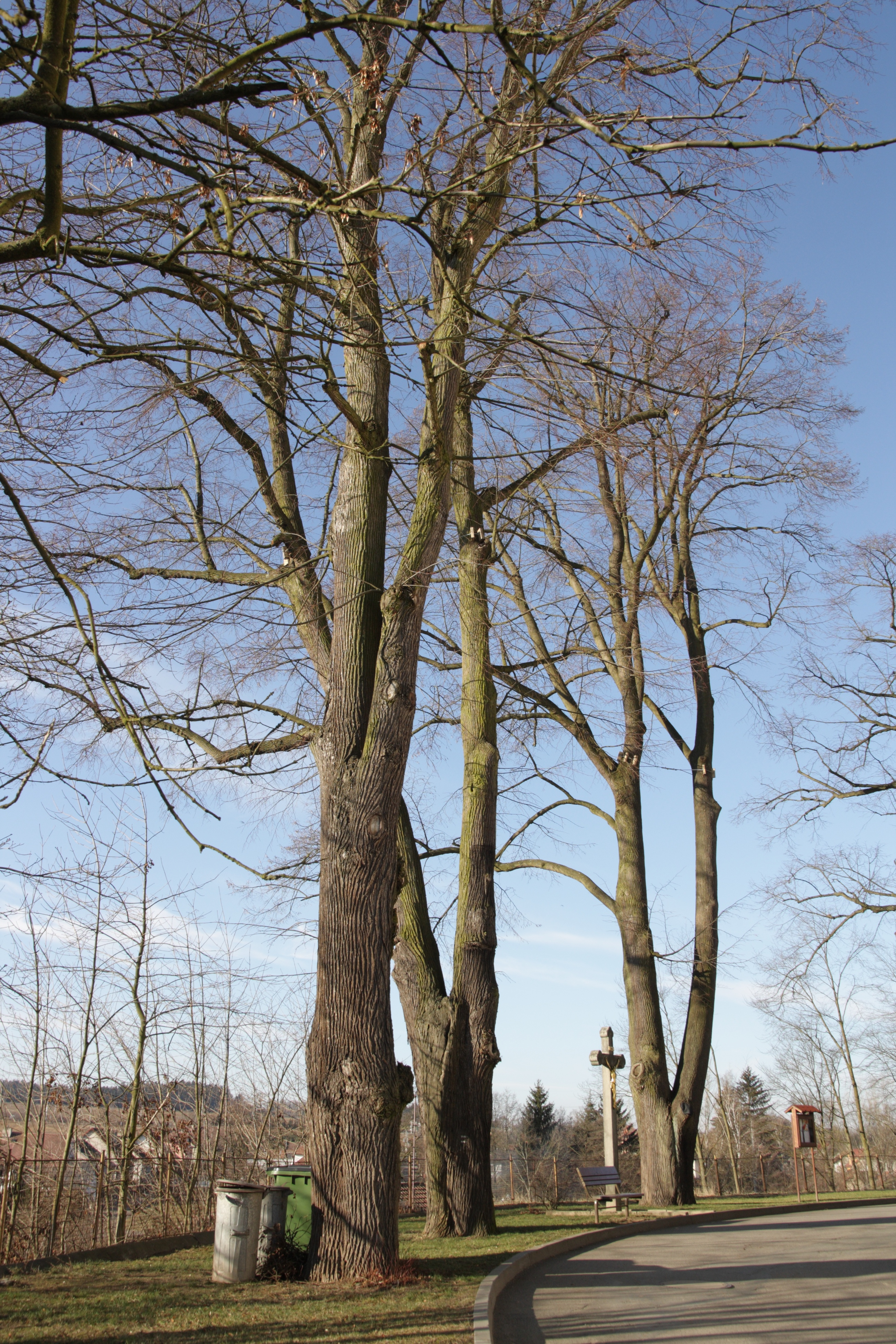
Lípy velkolisté u kostela